# 恩戈阿特
恩戈阿特（法語：Hengoat，法語發音：[ɛnɡwat] ⓘ）是法国阿摩尔滨海省的一个旧市镇，位于该省西北部，属于拉尼永区。2019年1月1日，恩戈阿特和相邻的另外3个市镇合并为新市镇拉罗什若迪（La Roche-Jaudy）。

## 地理
恩戈阿特（48°44'35"N, 3°11'54"W）面积6.19 平方千米，位于法国布列塔尼大區阿摩尔滨海省，该省份为法国西北部沿海省份，位于布列塔尼半岛北部，北濒大西洋英吉利海峡，西接菲尼斯泰尔省，南至莫尔比昂省，东临伊勒-维莱讷省。
与恩戈阿特接壤的市镇（或旧市镇、城区）包括：普勒达涅勒、普勒默尔戈捷、普洛埃扎勒、波姆里特若迪、普尔杜朗、特雷达尔泽克、特罗盖里。

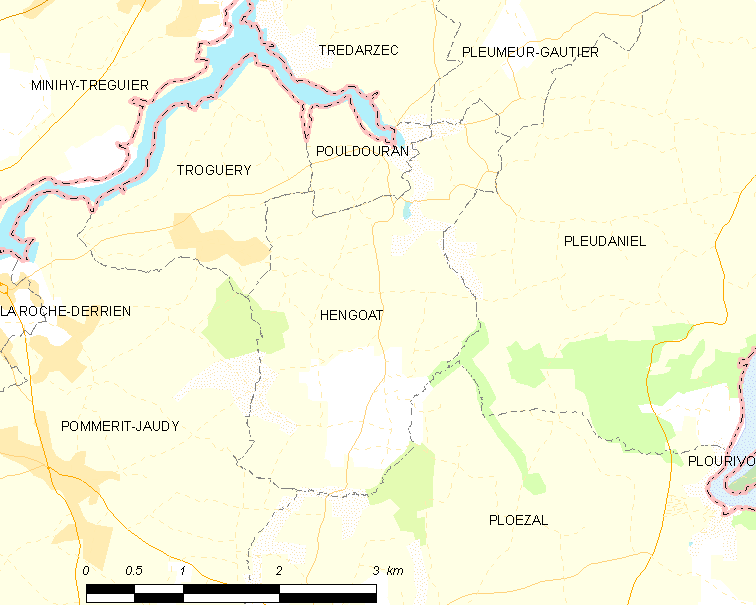
恩戈阿特的OSM定位图

恩戈阿特的时区为UTC+01:00、UTC+02:00（夏令时）。

## 行政
恩戈阿特的邮政编码为22450，INSEE市镇编码为22078。

## 政治
恩戈阿特所属的省级选区为特雷吉耶县。

## 人口

1962-2008年间恩戈阿特人口变化图示

恩戈阿特于2018年1月1日时的人口数量为214人。